# Xã Bean Blossom, Quận Monroe, Indiana
Xã Bean Blossom (tiếng Anh: Bean Blossom Township) là một xã thuộc quận Monroe, tiểu bang Indiana, Hoa Kỳ. Năm 2010, dân số của xã này là 2.916 người.